# 柔伊·貝爾
柔伊·贝尔（英語：Zoë Bell，1978年11月17日—），新西蘭女演员、特技演員，後主要在美國發展，曾參演多部动作片，如《遗落战境》、《死亡游戏》等，曾在《杀死比尔》中擔任女主角奧瑪·花曼的替身演員。